# Mamblas
Mamblas es un municipio y localidad española de la provincia de Ávila, en la comunidad autónoma de Castilla y León. El término municipal tiene una población de 196 habitantes (INE 2024).

## Toponimia
Se da el mismo nombre en un caserío de la provincia y municipio de Zaragoza. El topónimo Mamblas viene del latín mammulas, «tetas», «tetillas», diminutivo de mamma «teta» «pezón». Se trata de una denominación muy expresiva, muy frecuente en la península ibérica, en Cerdeña y en el norte de África.

## Geografía
La localidad está situada a una altitud de 819 m sobre el nivel del mar, en terreno llano bañado por el río Zapardiel.
| Noroeste: Madrigal de las Altas Torres | Norte: Madrigal de las Altas Torres | Noreste: Bercial de Zapardiel |
| Oeste: Rasueros                        |                                     | Este: Cabezas del Pozo        |
| Suroeste: Flores de Ávila              | Sur: Cisla                          | Sureste: Cabezas del Pozo     |

## Historia
Hacia mediados del siglo XIX, el lugar tenía contabilizada una población de 391 habitantes. Aparece descrito en el decimoprimer volumen del Diccionario geográfico-estadístico-histórico de España y sus posesiones de Ultramar de Pascual Madoz de la siguiente manera:

MAMBLAS: l. con ayunt. de la prov. y dióc. de Avila (9 leg.), part. jud. de Arévalo (5), aud. terr. de Madrid (24), c. g. de Castilla la Vieja (Valladolid 13): sit. en terreno llano: le combaten todos los vientos, y su clima es propenso á intermitentes; tiene unas 100 casas de un solo piso y mediana distribucion interior, hay una plaza de figura circular, casa de ayunt., cárcel, escuela de instruccion primaria comun á ambos sexos, á la que concurren 20 alumnos que se hallan á cargo de un maestro sin dotacion; iglesia parroquial (Ntra. Sra. de la Asuncion) servida por un párroco, cuyo curato es de primer ascenso y de provision ordinaria; el cementerio esta en parage que no ofende la salud pública, y los vecinos se surten de aguas potables de una fuente, usando para los ganados de pozos y de una laguna: el term. confina N. Bercial; E. Fuentes de Año; S. Cebolla; y O. Zorita (Samanca), y comprende un despoblado titulado Piteos, en donde se conserva parte de un paredon que manifiesta haber sido una respetable fortaleza; algun viñedo y 3,620 fanegas de tierra cultivada y 80 inculta: de las cultivadas 800 de primera clase destinadas á cebada y trigo; 1,000 de segunda á trigo y algarrobas, y 1,220 de tercera á centeno; el r. Zapardiel le atraviesa de S. á N.: el terreno es en lo general llano, árido y de miga. caminos: los que dirigen á los pueblos limítrofes en mal estado, particularmente en invierno: el correo se recibe de la adm. de Arévalo por baligero dos veces á la semana. prod.: trigo, cebada, centeno, algarrobas, garbanzos y algunas legumbres; mantiene ganado lanar y vacuno; cria caza de liebres, perdices, otras aves y algunos lobos; pesca de truchas, anguilas y peces pequeños. ind. y comercio: la agrícola y esportacion de los frutos sobrantes á los mercados de Arévalo, Peñaranda de Bracamonte y Medina del Campo, en cuyos puntos los habitantes de esle pueblo se surten de todo lo necesario. pobl.: 100 vec., 391 alm. cap. prod.: 1.837,600 rs. imp.: 73,504. ind. y fabril: 3,600. contr.: 11,794 rs. con 19 mrs.
(Madoz, 1848, p. 164)

## Demografía
Mamblas cuenta con una población de 196 habitantes (INE 2024).
| Gráfica de evolución demográfica de Mamblas entre 1842 y 2021                                                         |
| |
| Población de derecho según los censos de población del INE. Población de hecho según los censos de población del INE. |

Según el INE, en 2022 contaba 198 habitantes censados (113 eran hombres y 85 eran mujeres).

## Patrimonio
En la localidad hay una iglesia bajo la advocación de Nuestra Señora de la Asunción.

## Símbolos
El escudo heráldico y la bandera que representan al municipio fueron aprobados oficialmente el 28 de enero de 2005. El escudo se blasona de la siguiente manera:

Escudo mantelado. 1.º de Gules Castillo Demolido de plata mazonado de sable y aclarado de gules. 2.º de Gules Iglesia de Plata mazonada de sable y aclarada de gules. Mantel de Plata con tres ondas de azur. Al timbre Corona Real cerrada.
Boletín Oficial de Castilla y León n.º 237 de 12 de diciembre de 2005

La descripción textual de la bandera es la siguiente:

Bandera Rectangular, de proporciones 2:3, formada por un paño rojo, con triángulo blanco con tres franjas ondadas azules, que tiene sus vértices en los extremos del asta y en el punto medio del batiente.
Boletín Oficial de Castilla y León n.º 237 de 12 de diciembre de 2005